# Johanne Kragballe
Johanne Kragballe, född 9 juni 1871 i Köpenhamn, var en dansk operasångare.
Hon var utbildad vid danska musikaliska akademien i Köpenhamn 1888–1891. Hon var från 1891 verksam som operettsångerska i Köpenhamn. Hon var engagerad vid Kungliga Operan i Stockholm från 1895. Bland hennes roller fanns Eurydice, Philine, Pamina, Martha och Adina.